# ヨートファー
ヨートファー親王（1536年 - 1548年6月10日）はタイのアユタヤー王朝の王の一人。チャイラーチャーが妻のシースダーチャンに毒殺されたのち、11歳にして即位した。母親のシースダーチャンがこの王の摂政となったが、シースダーチャンがチャイラーチャーの小姓であったパン・ブットシーテープ（後のウォーラウォンサーティラート）と通じているのを知り、パン・ブットシーテープを除こうとしたが、事を運ぶ前にパン・ブットシーテープに気付かれ逆に処刑された。